# Portret mężczyzny z listem
Portret mężczyzny z listem (niderl. Portret van een man met een brief in de linkerhand) – obraz niderlandzkiego malarza Hansa Memlinga, datowany na ok. 1480–1490, namalowany techniką olejną na dębowej desce, przechowywany w Galerii Uffizi we Florencji.

## Historia
Dzieło, które przez historyków sztuki jest jednoznacznie przypisywane Memlingowi stanowi część kolekcji rodu Corsinich. Znawcy dopatrują się podobieństwa z dwoma innymi obrazami Memlinga: Portretem Benedetta Portinariego (1478–1479) oraz Portretem medaliera Niccolò Spinelliego. Wszystkie trzy dzieła mają podobny pejzaż w tle.

## Opis
Nie wiadomo kogo, artysta przedstawił na swym obrazie. Być może jest to jeden z licznych przebywających pod koniec XV w. w Antwerpii Włochów.
Człowiek przedstawiony na obrazie ubrany jest w czarny płaszcz i czapkę tego samego koloru. Spod płaszcza wystaje biała koszula. Skupiona twarz została przedstawiona z mikroskopijną wręcz skrupulatnością. Lokate włosy mężczyzny opadają na uszy. Duże kasztanowe oczy zdają się patrzeć na oglądającego obraz lub na to, co znajduje się tuż za nim. Typowym dla malarstwa flamandzkiego jest rodzaj parapetu, na którym mężczyzna opiera rękę z listem. Malowanie owego parapetu było później kopiowane przez włoskich malarzy, jak Andrea Mantegna, Giovanni Bellini, czy Pietro Perugino.
Po bokach portretowanej osoby, malarz przedstawił pagórkowaty pejzaż. Na lewo zobaczyć można drogę, pole, las i wzgórze z pojedynczymi drzewami, na prawo widnieją: staw z ptactwem, las i wzgórze z zamkiem. Obiekty w oddali zdają się ginąć we mgle, według zasad perspektywy powietrznej. Niebo staje się jaśniejsze na horyzoncie.